# كارلتون داو
كارلتون داو (بالإنجليزية: Carlton Dawe)‏ هو كاتب جريمة وشاعر أسترالي، ولد في 30 يوليو 1865 في أديلايد في أستراليا، وتوفي في 30 مايو 1935 في لندن في المملكة المتحدة.

## وصلات خارجية
- كارلتون داو على موقع IMDb (الإنجليزية)